# Ciocan pneumatic

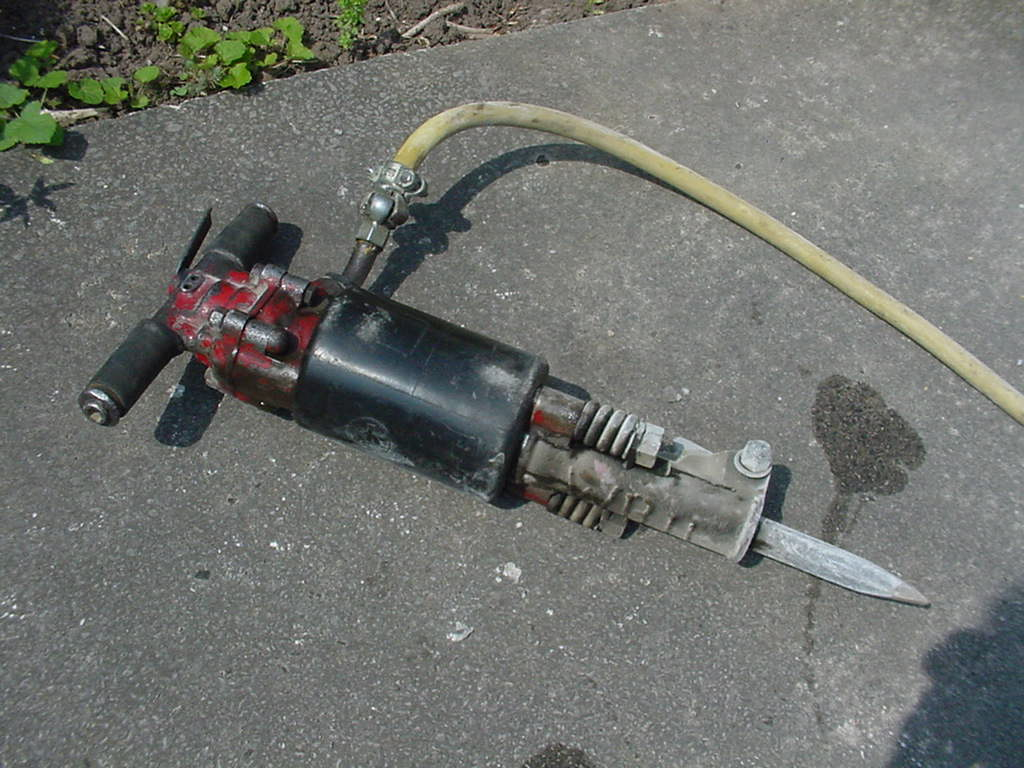
Ciocan de abataj

Ciocanul pneumatic, numit și pichamăr (din germană: Pickhammer) este un instrument pneumatic sau electromecanic, acționat manual și destinat lucrărilor de demolare locală prin spargere/perforare controlată, pe zone bine delimitate, a unor materiale cum sunt roca, piatra, betonul, asfaltul ș.a.
Când este folosit în minerit se numește și ciocan pneumatic de abataj.

## Galerie

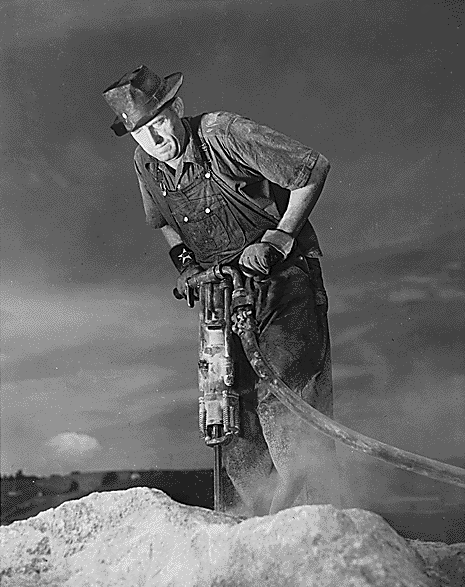
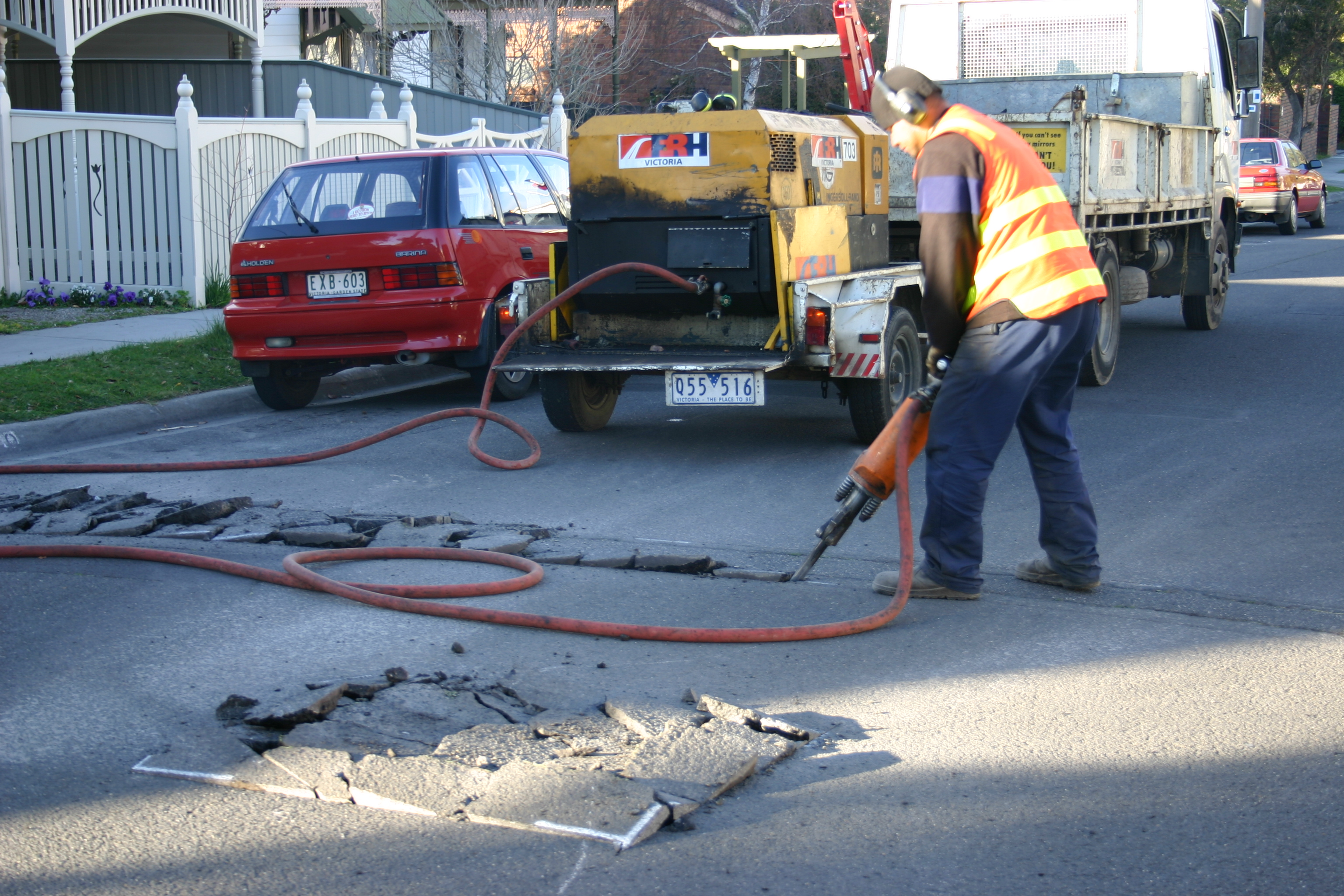